# Boita-cantadeira
Fuinha-cantora ou boita-cantadeira (Cisticola cantans) é uma ave passeriforme da família Cisticolidae, encontrada em vários países da África. Tal espécie mede cerca de 10 cm de comprimento, com dorso amarronzado, partes inferiores e sobrancelhas brancas.
Pode ser encontrada nos seguintes países: Benin, Burkina Faso, Burundi, Camarões, República Centro-Africana, Chade, República Democrática do Congo, Costa do Marfim, Eritrea, Etiópia, Gâmbia, Gana, Guiné, Guiné-Bissau, Quénia, Libéria, Malawi, Mali, Moçambique, Níger, Nigéria, Ruanda, Senegal, Serra Leoa, Sudão, Tanzânia, Togo, Uganda, Zâmbia e Zimbabwe.
Os seus habitats naturais são: florestas secas tropicais ou subtropicais e matagal árido tropical ou subtropical.